# اعتصامات الحرم الجامعي المؤيدة لفلسطين في جامعة أوترخت 2025
احتجاجات طلاب جامعة أوتريخت 2025 هي سلسلة من المظاهرات والمخيمات التي بدأها الطلاب والموظفون في جامعة أوتريخت في هولندا. في أعقاب عدة احتجاجات أصغر حجماً في وقت سابق من ذلك العام، أقام المتظاهرون بعد مايو 2025 معسكراً واحتلالات أخرى على أرض الجامعة للمطالبة بقطع الجامعة جميع العلاقات الأكاديمية والمالية مع المؤسسات والشركات الإسرائيلية رداً على حرب غزة المستمرة والإبادة الجماعية للفلسطينيين.

## الخلفية
وجاءت هذه الاحتجاجات في ظل مظاهرات عالمية واسعة النطاق دعما للحقوق الفلسطينية وانتقادا لدور الجيش الإسرائيلي في الإبادة الجماعية للفلسطينيين. في عام 2024، بدأ الطلاب في هولندا في تنظيم معسكرات واحتجاجات مماثلة لتلك التي شوهدت في الحرم الجامعي في الولايات المتحدة وأماكن أخرى في أوروبا. في عام 2025، حدثت احتجاجات ومخيمات طلابية مماثلة في جميع أنحاء هولندا، حيث قوبل البعض منها بالعنف من قبل الشرطة.

## الاحتجاجات والمخيمات والاحتلالات
في أواخر شهر مارس/آذار 2025، قام ناشطون مؤيدون للفلسطينيين بتقييد أنفسهم بمدخل مبنى الإدارة في جامعة أوتريخت في منتزه أوتريخت للعلوم ‏، مما أدى إلى إغلاق المدخل مؤقتًا. وطالبت المظاهرة الجامعة بقطع علاقاتها المؤسسية مع الشركاء الإسرائيليين.
في 7 مايو، وبعد مرور عام على المحاولة السابقة لإقامة معسكر طلابي في نفس الموقع، أقام الطلاب والموظفون خيامًا ولافتات في ساحة المكتبة الأكاديمية بجامعة أوتريخت. الاحتلال مستمر ولم يتم مواجهته بتدخل الشرطة حتى الآن. تم إنشاء المخيم كموقع احتجاج دائم ويتميز بجلسات تعليمية يومية وورش عمل ومحاضرات عامة وعرض أفلام وثائقية ومناقشات مجتمعية. تم تسمية المخيم تكريمًا للصحفي الفلسطيني حسام شبات الذي قُتل في 24 مارس 2025 في غارة جوية إسرائيلية.
وفي 19 مايو/أيار، وهو اليوم الثالث عشر على التوالي من الاعتصام، احتل المتظاهرون أيضًا مبنى دريفت 13، وهو مبنى تابع لجامعة أوتريخت، احتجاجًا على ما اعتبروه إجراءات غير كافية من جانب الجامعة فيما يتصل بعلاقاتها مع المؤسسات الإسرائيلية. وجاء الاحتلال في أعقاب إعلان الجامعة أنها ستعلق التعاون الجديد مع الشركاء الإسرائيليين وتنهي اتفاقيات محددة، بما في ذلك تلك المبرمة مع وزارة الصحة الإسرائيلية وجامعة جامعة حيفا. وزعم النشطاء أن هذا لا يكفي، حيث أن التعاونات القائمة لا تزال سليمة.

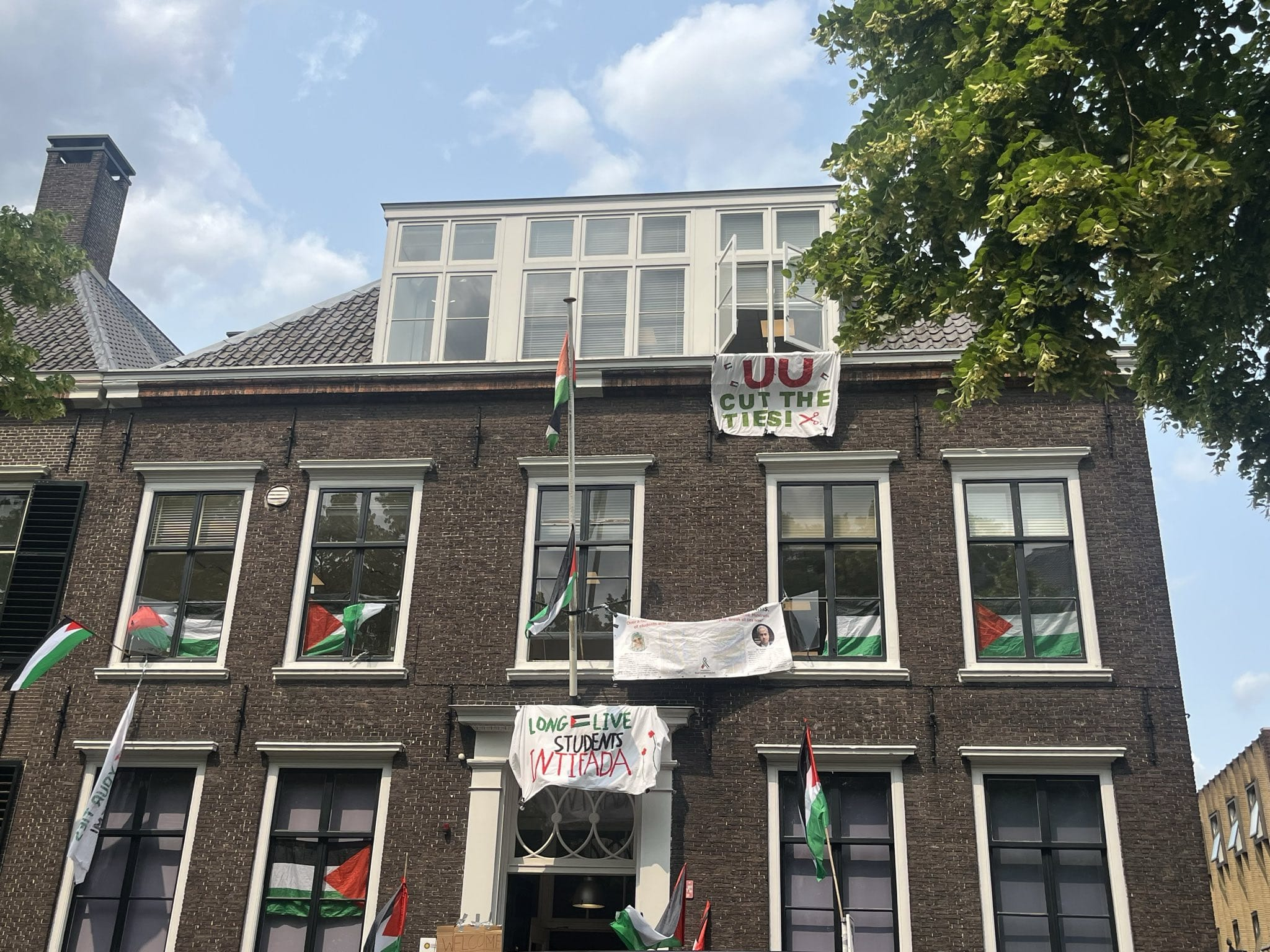
الأعلام واللافتات التي تم عرضها خلال الاحتلال المؤيد للفلسطينيين لمبنى جامعة أوتريخت يانسكرخوف 15 أ في يونيو 2025.

في 3 يونيو/حزيران، بدأ المتظاهرون احتلالًا سلميًا جديدًا لمبنى جامعي آخر، وهو يانسكيركهوف 15أ، بعد ما وصفوه بتقصير الجامعة في اتخاذ الإجراءات اللازمة. ولم تُعطّل المحاضرات.

## ردود الفعل
في 15 مايو/أيار، أصدر موظفو منصة الحوكمة المتنافسة بجامعة أوتريخت بيانًا يدعمون فيه المعسكر الطلابي، ويؤيدون دعوتها للجامعة لقطع العلاقات مع المؤسسات الإسرائيلية المرتبطة بانتهاكات حقوق الإنسان ضد الفلسطينيين.
في 16 مايو/أيار، أعلنت جامعة أوتريخت عن نيتها إنهاء مشروع تشارك فيه وزارة الصحة الإسرائيلية وتعليق التعاون الجديد مع المنظمات الإسرائيلية، مشيرة إلى مخاوفها بشأن تصرفات الحكومة الإسرائيلية في غزة والضفة الغربية. وستستمر العلاقات القائمة في الوقت الحالي، في حين يتم تشكيل لجنة استشارية لتقييم التعاون المستقبلي.
في 19 مايو/أيار، تدخلت الشرطة الهولندية في احتلال مبنى دريفت 13 في شارع دريفت من قبل مؤيدين للفلسطينيين. وكان العشرات من المتظاهرين قد دخلوا المبنى في وقت سابق من اليوم، مطالبين الجامعة بقطع جميع العلاقات المؤسسية مع الشركات والمعاهد الإسرائيلية. وبعد أوامر متكررة بإخلاء المكان، دخلت الشرطة إلى المبنى وأخرجت الطلاب بالقوة. وخارج المبنى، تعرض العديد من المتظاهرين أيضًا للعنف من قبل الشرطة، مما أدى إلى إصابة بعضهم بجروح. ألقت شرطة مكافحة الشغب القبض على 49 فردًا بتهمة التعدي على ممتلكات الغير ونقلتهم بالحافلة إلى مكان آخر في أوتريخت، وتم إطلاق سراح معظمهم في وقت لاحق من تلك الليلة. أعلن المحامي دان غاسبيك، الذي يمثل بعض المتظاهرين، أنه يجري الإعداد لاتخاذ إجراءات قانونية ضد الشرطة، متهماً إياها باستخدام القوة المفرطة، بما في ذلك الضرب بالهراوات.
في 20 مايو، أدان المجلس التنفيذي للجامعة احتلال مبنى دريفت 13، ولم يذكر أي شيء عن التدخل غير المتناسب للشرطة. أدانت منظمة معلمي اتحاد الجامعات والكليات ضد الإبادة الجماعية وحشية الشرطة ضد الطلاب والموظفين، وأظهرت دعمها لحقهم في الاحتجاج. كما انتقدت رئيسة بلدية أوتريخت شارون ديجكسما العنف الذي مارسته الشرطة، مشيرة إلى أنهم تلقوا تعليمات بالتصرف على مراحل، وبطريقة غير عنيفة وغير متصاعدة. وردًا على ذلك، أعرب ضباط الشرطة عن غضبهم إزاء التصريحات العلنية التي أدلت بها ديجكسما، حيث أشار البعض إلى أنهم لم يعودوا يرغبون في العمل تحت سلطتها.
وعلى مدى الأيام التالية، أعربت عدة مجموعات من المعلمين والموظفين في الجامعة عن دعمها لمطالب المحتجين وأدانت تدخل الشرطة في الحرم الجامعي. قدمت مجموعة تضم أكثر من 60 أستاذًا من الجامعة رسالةً إلى المجلس التنفيذي تنتقد سياسته المتشددة بشأن التعاون مع المؤسسات الإسرائيلية، ووصفتها بأنها غير كافية، في ظل العنف المستمر في فلسطين. وجادلت الرسالة، المرفقة بعريضة، بأن على الجامعات أن تتحرك عندما تكون القيم الأساسية على المحك، مستشهدةً بسوابق مثل قرارات الجامعة السابقة بقطع العلاقات مع صناعة الوقود الأحفوري والمؤسسات الروسية. وأشار المجلس التنفيذي إلى أنه سيدخل في حوار مع الأساتذة.
في صباح الرابع من يونيو/حزيران، وبعد احتلال مبنى جانسكركوف 15 أ طوال الليل، وجهت الشرطة والمجلس التنفيذي للمتظاهرين إنذارًا أخيرًا بالإخلاء. وأخلى النشطاء المبنى سلميًا وطوعيًا. أقرّ المجلس التنفيذي بالوضع الراهن في فلسطين، مشيرًا إلى الحصار الإسرائيلي المفروض على المواد الغذائية والمساعدات، والتهجير القسري للسكان. كما شجع الطلاب على مواصلة إيصال أصواتهم عبر القنوات المتاحة في الجامعة، لكنه لم يقدم أي وعود بشأن مستقبل التعاون القائم مع المؤسسات الإسرائيلية.

## وصلات خارجية
- academiccomplicity.nl/، موقع ويب للمحتجين يوضح الروابط بين الجامعات الهولندية والشركات والمعاهد الإسرائيلية